# 述律婆姑
述律婆姑（?—?），述律氏，曾祖父回鹘人述律糯思，祖父述律魏宁（舍利），父亲述律慎思（梅里）。
述律婆姑的契丹名为婆姑梅里（又称容我梅里），名月碗。他在遥辇氏担任阿扎割只，娶耶律匀德实之女。在契丹右大部生女述律平。述律婆姑妻子（述律平母亲）前夫的儿子是敌鲁。敌鲁的儿子敌烈被辽太宗赐姓萧，即萧翰。述律婆姑的后裔也改汉姓萧。

## 后裔
- 述律平
- 萧阿古只
  - 怀节皇后蕭撒葛只
  - 萧排押（六世孙）
  - 兰陵郡王萧恒德（六世孙）：子兰陵郡王萧匹敌、东路统军萧柳
  - 北院枢密使萧惠（七世孙）：子西北招讨使蕭慈氏奴、萧兀古匿
  - 国舅详稳萧陶瑰（五世孙）
    - 大丞相萧孝穆
      - 仁懿皇后萧挞里
      - 北院枢密使萧阿剌（子赵国王萧别里剌，孙兰陵郡王萧酬斡）
      - 北院宣徽使萧撒八

    - 北院枢密使萧孝先
      - 使相萧撒磨（子兰陵郡王萧得里底，孙萧磨撒）

    - 北院枢密使萧孝忠
      - 南院枢密使萧阿速

    - 北府宰相萧孝友
      - 枢密副使萧胡睹

  - 萧和（五世孙）
    - 钦哀皇后萧耨斤

  - 宰相萧挞烈（孙子）
    - 萧敌烈（九世孙）
    - 龙虎卫上将军萧忽古（九世孙）
    - 临海节度使萧拔剌（九世孙）
- 驸马都尉萧室鲁
  - 靖安皇后蕭溫
- 萧勉思

妻子前夫后裔
- 萧敌鲁
  - 萧翰
  - 萧干
    - 萧讨古